# Metopograpsus thukuhar
Metopograpsus thukuhar is een krabbensoort uit de familie van de Grapsidae. De wetenschappelijke naam van de soort is voor het eerst geldig gepubliceerd in 1839 door Owen.